# Las Salas de Curanh
Las Salas de Curanh (en francès Salles-Curan) és un municipi francès situat al departament de l'Avairon i a la regió d'Occitània.

## Demografia
| 1962                                       | 1968  | 1975  | 1982  | 1990  | 1999  | 2006  |
| ------------------------------------------ | ----- | ----- | ----- | ----- | ----- | ----- |
| 1.443                                      | 1.538 | 1.491 | 1.419 | 1.277 | 1.088 | 1.066 |
| Des de 1962: població sense dobles comptes |       |       |       |       |       |       |

## Administració
| Període   | Identitat         | Partit        |
| --------- | ----------------- | ------------- |
| 2001-2008 | Maurice Combettes | Divers droite |
| 2001-     | Henri Malaval     |               |